# Leopold Kronecker
Pour les articles homonymes, voir Kronecker.
Leopold Kronecker (7 décembre 1823 - 29 décembre 1891) est un mathématicien et logicien allemand. Persuadé que l'arithmétique et l'analyse doivent être fondées sur les « nombres entiers », il est célèbre pour la citation suivante :
« Dieu a fait les nombres entiers, tout le reste est l'œuvre de l'Homme. »
Cela met Kronecker en opposition avec certains développements mathématiques de Georg Cantor, l'un de ses étudiants. Le point de vue de Kronecker sera repris par Hermann Weyl au siècle suivant.

## Biographie
En 1845, à l'université de Berlin, Kronecker écrit sa dissertation sur la théorie des nombres, en donnant une formulation spéciale aux unités dans certains corps de nombres. Il fut l'élève et l'ami à vie d'Ernst Kummer.
Après avoir obtenu son diplôme, Kronecker gère la propriété et le commerce de son oncle, ne produisant rien de mathématique pendant huit ans. Dans son mémoire de 1853 sur la résolubilité algébrique des équations, Kronecker étend le travail d'Évariste Galois sur la théorie des équations. En 1883, il accepte un poste de professeur à l'université de Berlin.
Kronecker contribue également au concept de la continuité, reconstruisant la forme des nombres irrationnels dans les nombres réels. En analyse, Kronecker rejette la formulation d'une fonction continue partout mais nulle part dérivable de son collègue, Karl Weierstrass. Dans son article de 1850, De la solution de l'équation générale du cinquième degré, Kronecker résout l'équation quintique en appliquant la théorie des groupes à l'aide d'une fonction algébrique à deux variables et confirme le résultat d'Abel sur la non-résolubilité d'une telle équation par radicaux.
Kronecker s'oppose vigoureusement toute sa vie à la façon dont Georg Cantor mène ses travaux sur l'infini, estimant que la démarche de celui-ci manque de rigueur. David Hilbert répliqua : « Personne ne nous chassera du paradis que Cantor nous a créé ».
Le finitisme de Kronecker fait de lui un précurseur de l'intuitionnisme dans les fondements des mathématiques.
On a donné son nom au symbole delta de Kronecker (δi,j), au symbole de Kronecker en arithmétique ainsi qu'au produit de Kronecker ({\displaystyle \otimes }).

## Hommages
- L'astéroïde (25624) Kronecker porte son nom.